# Leone Nakarawa
Leone Nakarawa (Tavua, 2 de abril de 1988) é um jogador de rugby fijiano, que joga na posição de lock.

## Carreira

### Rio 2016
Fez parte do elenco da Seleção de Rugbi de Sevens de Fiji, no Rio, conquistando a medalha de ouro.